# Institut scientifique de Rabat
Vous pouvez aider à l'améliorer ou bien discuter des problèmes sur sa page de discussion.
- Il ne cite pas suffisamment ses sources. Vous pouvez indiquer les passages à sourcer avec {{référence nécessaire}} ou {{Référence souhaitée}}, et inclure les références utiles en les liant aux notes de bas de page. (Marqué depuis décembre 2021)
- Son contenu est évasif ou trop peu précis. Améliorez sa qualité à l'aide des conseils sur les sources. (Marqué depuis décembre 2021)
- Son texte doit être wikifié : il ne correspond pas à la mise en forme Wikipédia (style, typographie, liens internes, liens entre les wikis, etc.). (Marqué depuis décembre 2021)

- Archive Wikiwix
- Bing
- Cairn
- DuckDuckGo
- E. Universalis
- Gallica
- Google
- G. Books
- G. News
- G. Scholar
- Persée
- Qwant
- (zh) Baidu
- (ru) Yandex
- (wd) trouver des œuvres sur Wikidata

L'Institut scientifique de Rabat (IS) est une institution marocaine créée le 24 janvier 1920 sous le nom d'« Institut scientifique chérifien » à la suite d'une proposition du scientifique français Louis Gentil, pionnier de la géologie marocaine. Il est actuellement rattaché à l'Université Mohammed V de Rabat
C'est le plus ancien établissement universitaire de recherche au Maroc, et il a joué un rôle décisif dans le développement de la recherche scientifique dans plusieurs domaines, tels que la météorologie, la géologie, la géophysique, la géomorphologie, la télédétection, la zoologie, la botanique, la phytopathologie, la parasitologie, etc.

## Origines et vocation[1]
Dès l'année 1913, au cours d'une de ses missions sur le sol marocain, Louis Gentil propose à l'Administration du Gouvernement Chérifien la fondation d'un institut destiné à organiser les recherches nécessaires à l'exploration scientifique du pays, c'est-à-dire à promouvoir et coordonner l’étude des sciences naturelles dont le Maroc physique est l'objet, indépendamment des travaux de sciences humaines.
Le 31 juillet 1914, l'Institut des recherches scientifiques du Protectorat est inscrit au chapitre 21 du budget du Maroc (5e section : services d'intérêt économique). Il fonctionna d'abord avec de très faibles moyens et sans sortir du domaine de la géologie. Pendant la guerre, le chapitre fut maintenu au budget pour mémoire; l'organisation définitive de l'Institut ne devait être reprise qu'en 1921.
Dès 1919, le Dr Liouville, envoyé en mission au Maroc, avait été pressenti pour prendre en mains l'organisation et la direction du nouvel institut, et le 24 janvier 1920 la création de l'Institut scientifique chérifien était décidée en principe.
Dès le début de 1921, le Dr Liouville avait réuni les premiers éléments qui allaient lui permettre de faire fonctionner l’Institut scientifique. Au mois d'octobre de la même année, il publiait un premier rapport général sur l'organisation de l'établissement qu'il avait créé.
Juste après la fondation de l'Institut, la Société des Sciences naturelles du Maroc est formée le 19 juin 1920, dans le but de grouper toutes les personnes qui s'intéressent aux sciences naturelles. Elle est chargée de publier les travaux de l'Institut scientifique et reçoit une subvention de cet établissement; elle publie également les travaux de ses membres, se rapportant à l'histoire naturelle du Maroc; elle est complètement indépendante, mais dans son bureau figure un délégué de l'Institut scientifique chérifien. En réalité, la Société est chargée des tâches purement scientifiques, l'Institut jouant le rôle d'administration de la recherche.
La vocation de l'Institut scientifique de Rabat a été définie par Dahir, dans les bulletins officiels de 1920, 1921, 1933, 1975 et 2004.
Bulletin Officiel no 5222 du jeudi 17 juin 2004 : décret no 2-04-89 du 18 rabii ath-thani 1425 (7 juin 2004) : fixant la vocation des établissements universitaires, les cycles des études supérieures ainsi que les diplômes nationaux correspondants. Chapitre III, article 13
En remplacement du décret no 2-75-663 du 11 chaoual 1395 "15/10/1975 fixant la vocation des établissements universitaires ainsi que la liste des diplômes dont ils assurent la préparation et la délivrance :
"L'Institut scientifique est chargé d’effectuer dans le domaine des sciences de la nature des recherches fondamentales, notamment en ce qui concerne la flore, la faune et le sol. Il est chargé en outre de dresser l’inventaire systématique du milieu physique et biologique, de constituer des collections d’un muséum national d’histoire naturelle, de réunir les éléments d’une bibliothèque scientifique et d’aménager les laboratoires, les observatoires et les stations nécessaires à ses recherches".

## Activités
Historiquement, les activités de l'ISC étaient très diversifiées en fonction des chercheurs affectés, mais le point fort a été la création, sous l'impulsion de Georges Roux, du Service de Physique du Globe et Météorologie (SPGM) qui, depuis le début des années 1930 s'occupait des relevés météorologiques jusqu'au transfert du réseau à la Direction de l'Air après l'indépendance en 1961, et de la géophysique dont la sismologie jusqu'aux années 1990 avant le transfert au CNCPRST. En outre, l'arrivée de Fernand Joly au début des années 1960 a permis de créer un puissant laboratoire de géomorphologie qui a participé à l'élaboration de dizaines de cartes.
Actuellement, les activités développées actuellement à l'IS, qui se font à travers des projets nationaux et internationaux, concernent la plupart des domaines des sciences de la nature, en particulier les sciences de la Terre (physique du globe, géologie, géomorphologie et cartographie, télédétection appliquée à la géologie) et de la Vie (zoologie, écologie animale, botanique et écologie végétale), et visent à faire l'inventaire de l'ensemble des ressources naturelles du Maroc (faune, flore et ressources du sous-sol), en harmonie avec les priorités nationales en matière de conservation du patrimoine naturel, de l'environnement, d'éducation et de développement.
Les chercheurs de l'IS développent également des travaux dans le cadre des prestations de service (environnement, géophysique...), de projets de recherche appliquée à l'environnement, et aux grands travaux, aussi bien en milieu marin que continental.
En plus de leurs activités de recherche, les enseignants–chercheurs de l'IS participent activement à l'enseignement universitaire et à l'encadrement de jeunes chercheurs (projets de fin d'études des licences, masters et doctorats ou des stages libres), inscrits dans des établissements universitaires marocains et étrangers (Maghreb, France, Espagne, ..), et contribuent à l'éducation et à la sensibilisation du public à la protection de l'environnement à travers des visites guidées.
Les principaux partenaires sont :

Sur le plan national : la Direction de l'environnement, le Haut Commissariat aux Eaux et Forêts, l'Académie Hassan II des Sciences et Techniques, l'Institut National de Recherches Halieutiques, les différentes facultés des Sciences (Rabat, Marrakech, Errachidia, Kenitra, etc.) et écoles d'ingénieurs (EHTP à Casablanca, EST à Salé...), l'Institut National d'Hygiène, Emirates Center for Wildlife Propagation, etc.
Sur le plan international : Muséum National d'Histoire naturelle (Paris), Universités espagnoles (Complutense, Barcelona, ..), organisations internationales (IOC, IUCN...).
L'Institut Scientifique est également reconnu en tant qu'autorité scientifique de la Convention sur le commerce international des espèces de faune et de flore sauvages menacées d'extinction (CITES), et fait partie de plusieurs réseaux internationaux comme GENMEDA (Réseau de centres de conservation de la flore méditerranéenne), et le réseau des stations ouest-méditerranéen broad band (stations sismologiques à Berrechid et Ifrane).
Parmi les projets à long terme menés actuellement, les thèmes les plus importants sont:
- rédaction de la Flore du Maroc (4 volumes parus), numérisation de l'Herbier national et établissement d'une banque de semences
- étude de la biodiversité animale des zones humides du Maroc (oiseaux en particulier) et des forêts (singes, insectes ravageurs)
- écotoxicologie des régions côtières marocaines (estuaires et plages)
- structure de la lithosphère au Maroc (projets internationaux Toposiberia, SIMA, etc.)
- le patrimoine géologique de la Région de Rabat-Salé-Zemmour-Zaer
- inventaire et révision des collections de fossiles
- les géomatériaux au Maroc
- risques géologiques (glissements de terrain, risque sismique, tsunamis)
- sédimentation et ressources sur la marge marocaine (projet international HERMES...)

## Directeurs de l'Institut depuis sa création
1. Jacques Liouville (1920-1938)
2. J. de Lepiney (1938-1942)
3. J. Marçais (1942-1946)
4. L. Pasqualini (1946-1960)
5. Ch. Sauvage (1960-1962)
6. J.B. Panouse (1962-1966)
7. H. Msougar (1966-1989)
8. D. Najid (1989-1999)
9. M. Saghi (1999-2006)
10. A. El Hassani(2006-2014)
11. M. Fekhaoui (2014-...)

## Structures organisation

### Gestion administrative
L'Institut Scientifique est administré par un Directeur nommé par Dahir royal, choisi sur concours par une commission sur la base d'un projet de développement. En outre, un Conseil d’établissement, comportant des membres d'office, des membres élus et des membres externes, veille à la gestion de l'Institut conformément à la loi 01-00. L'institut est également représenté au Conseil d'Université par 4 membres (le Directeur et 3 membres élus).

### Budget
Le budget de l'Institut Scientifique provient des crédits de fonctionnement annuels  alloués par l'État, auxquels peuvent s'ajouter des crédits spéciaux alloués par l'Université (crédits d'investissement notamment, destinés à l'infrastructure). Les crédits de recherche (montants très variables) proviennent des projets financés par des établissements nationaux, comme les projets PARS, PROTARS (CNRST) ou Plan d'Urgence 2009-2012, et à travers la coopération et le partenariat internationaux avec des universités (Espagne, Italie, États-Unis, Allemagne...) et des organisations internationales en biodiversité. Les fonds provenant du secteur privé sont minimes. Enfin, une petite partie provient de certaines prestations de service dans le domaine de l'environnement et des études de risque.

### Départements, laboratoires et services
- Département de Botanique et Écologie Végétale (4 chercheurs)*
- Département des Sciences de la Terre (22 chercheurs)* comprenant les laboratoires de géologie et télédétection et le laboratoire de physique du globe, ainsi qu'une équipe de sismologie.
- Département de Zoologie et Écologie Animale (14 chercheurs)*, comprenant le Laboratoire de Zoologie

Outre les trois départements, l'Institut comporte des services directement liés à la recherche : le Muséum national d'histoire naturelle, et le Service d'édition et documentation.
* données 2012

### Patrimoine
L'Institut abrite des collections de valeur inestimable comme l'herbier national (code international RAB), des collections de vertébrés, roches, minéraux et fossiles…ainsi que des archives de données météorologiques et géophysiques recueillies par les différents observatoires.
La bibliothèque de l’Institut Scientifique est certainement la bibliothèque scientifique la plus ancienne du Maroc. Elle comporte une unité à ouvrages historiques (depuis 1866) et pluridisciplinaires, la Bibliothèque centrale, ainsi que six ailes spécialisées en Géologie, Géophysique, Géomorphologie et cartographie, Télédétection, Botanique, et Zoologie. En 2009, un centre des archives a été créé à l'Observatoire Averroës après sa réhabilitation (séries des anciens pays de l'Est, documents de Géophysique, abstracts...)
Le fonds documentaire comporte :
- 17 000 ouvrages et cartes ;
- 2 100 titres de périodiques divers, dont 250 actuellement reçus de 170 institutions de 34 pays, essentiellement par échange.

Enfin, l’Institut possède des services extérieurs (stations biologiques et observatoires géophysiques) basés dans différentes régions du pays, et dont la création remonte à 1934 (observatoire Averroès) :
- Ifrane (Moyen Atlas et Rif) ;
- Averroes à 17 km à l’Est de Berrechid (Plaines et Plateaux atlantiques) ;
- Tiouine à 40 km à l’Ouest de Ouarzazate (Haut et Anti-Atlas) ;
- Aouinet Torkoz, dans la province d’Assa-Zag (sud du Maroc).

## Publications

### Anciennes séries
- Bulletin de la Société des Sciences naturelles et physiques du Maroc (1920-1975)
- Mémoires de la Société des Sciences naturelles et physiques du Maroc (1921-1963)
- Comptes rendus des séances de la SSNPM
- Variétés Scientifiques recueillies par la SSNPM
- Travaux de la section de pédologie de la SSNM
- Annales du Service de Physique du Globe et de Météorologie de l’Institut Scientifique Chérifien (1936-1963)
- Travaux de l’Institut Scientifique Chérifien, Série Sciences physiques (1955-1968)

### Séries en cours
- Bulletin de l'Institut Scientifique, sections Sciences de la Vie  (ISSN 1114-8500) et Sciences de la Terre  (ISSN 1114-6834) (disponibles en open access), depuis 2001, continuation de la série pluridisciplinaire publiée de 1976 à 2000 (22 numéros + 1 supplément).
- Travaux de l'Institut Scientifique (suite de Travaux de l'Institut Scientifique Chérifien), séries Botanique  (ISSN 1114-1174), Zoologie  (ISSN 0252-9343), Géologie et Géographie physique  (ISSN 0851-299X), et série générale (pluridisciplinaire)  (ISSN 1114-9256), ainsi que des volumes hors série (partiellement en open access)
- Documents de l'Institut Scientifique  (ISSN 0251-4249) : rapports d'observations ornithologiques, catalogues et listes, bibliographie et résumés de colloques. Distribution limitée, Open access pour les derniers volumes parus.

## Quelques noms d'anciens chercheurs de l'Institut scientifique
- Jacques Bourcart (1891-1965), océanographie
- Ahmed El Gharbaoui (1940-1999), géomorphologie et géographie
- Louis Emberger (1897-1969), botanique
- Marcel Gigout, géologie
- Hajjoub Msougar, géologie
- Emilio Huguet del Villar (1871-1951), pédologie
- Fernand Joly (1917-2010), géomorphologie
- Louis Kocher (1894-1972), entomologie
- Georges Lecointre, paléontologie et stratigraphie
- Jacques Liouville (Dr) (1879-1960), médecine et océanographie biologique
- Georges Malençon (1898-1984), mycologie
- Gérard Maurer, géomorphologie (Rif)
- Ferdinand Nemeth (-1972), taxidermie
- Jean Bertrand Panouse (1914-1971), zoologie
- Georges Roux (1899-1954), capitaine de frégate, chef du service de physique du globe et météorologie
- Roger-Guy Werner (1901-1977), lichenologie